# Siegfried Szamatólski
Siegfried Szamatólski (* 29. April 1866 in Kulm; ✡ 14. August 1894) war ein deutscher Literaturhistoriker.

## Leben
Siegfried Szamatólski war mosaischer Religion, kam zu Beginn des Jahres 1869 nach Berlin und besuchte dort von 1873 bis 1884 das Wilhelmsgymnasium. Danach schrieb er sich an der Friedrich-Wilhelms-Universität ein und promovierte dort 1889 zum Dr. phil. Im Jahr 1892 war er Privatdozent in Berlin. 1893 erkrankte er und starb im folgenden Jahr mit nur 28 Jahren. Von ihm stammen einige Werke zur deutschen Literaturgeschichte.
Ein Nachruf (Jahresberichte für neuere deutsche Litteraturgeschichte, 1894) charakterisierte ihn folgendermaßen:
„Hoch und kräftig gewachsen, schon als Student ein Führer der jungen Germanisten, des freien Wortes mächtig, fest und bisweilen schroff in Rat und That, unermüdlich, nie leichtfertig, sondern streng vor allem gegen sich selbst und auf ein stilles Reifen seiner wissenschaftlichen Pläne bedacht, vielseitig teilnehmend, auch künstlerischen Interessen offen, weckte er bei allen, die ihn kannten, die Zuversicht auf reiche Ernten.“

## Publikationen
- Zu den Quellen des ältesten Faustbuchs, Vierteljahrsschrift für Literaturgeschichte, 1888, mit Hugo Hartmann, H. Stuckenberger, Erich Schmidt, Adolf Bauer
- Ulrichs von Hutten deutsche Schriften. Untersuchungen nebst einer Nachlese, 1889, 1891
  - Der erste Teil zugleich erschienen als seine Inaugural-Dissertation, Straßburg 1889. Digitalisat bei Google books
- als Herausgeber: Das Faustbuch des Christlich Meynenden, nach dem Druck von 1725. Mit 3 Faustporträts nach Rembrandt, Stuttgart 1891. Digitalisat der Herzogin Anna Amalia Bibliothek
- als Herausgeber: Eccius dedolatus. Lateinische Litteraturdenkmäler des XV. und XVI. Jahrhunderts, Heft 2, Berlin 1891

Zeitschrift:
- als Herausgeber (mit Max Herrmann): Lateinische Litteraturdenkmäler des XV. und XVI. Jahrhunderts, 1891/92
- als Herausgeber (mit Julius Elias, Max Herrmann): Jahresberichte für neuere deutsche Litteraturgeschichte, 1892/93

## Belege
1. ↑  Vita Siegfried Szamatólskis in seiner Inaugural-Dissertation

| Personendaten    | Personendaten                 |
| ---------------- | ----------------------------- |
| NAME             | Szamatólski, Siegfried        |
| KURZBESCHREIBUNG | deutscher Literaturhistoriker |
| GEBURTSDATUM     | 29. April 1866                |
| GEBURTSORT       | Kulm                          |
| STERBEDATUM      | 14. August 1894               |